# رگرسیون باثبات
رگرسیون باثبات یا رگرسیون مقاوم (انگلیسی: robust regression) به روش‌های رگرسیون گفته می‌شود که رفتار باثبات و مقاومی در برابر وجود دادهٔ غیرمعمول دارند. بعضی از روش‌های معمول رگرسیون مانند حداقل مربعات در صورت صدق فرض‌های آنان به خوبی کار می‌کنند اما در مورد داده‌هایی که از فرض‌های آنان تخلف می‌کنند شاید به خوبی عمل نکنند. به ویژه، روش حداقل مربعات نسبت به دادهٔ پرت حساس است. مسئلهٔ دیگر وجود ناهم‌واریانسی در داده است. 
روش‌های پارامتری و ناپارامتری مختلفی برای رگرسیون باثبات پیشنهاد شده‌است. به عنوان روش حداقل قدرمطلق معادل باثبات‌تری برای حداقل مربعات است و در آن به جای توان دوم خطای رگرسیون از قدر مطلق خطا استفاده می‌شود:
{\displaystyle S=\sum _{i=1}^{n}|y_{i}-f(x_{i})|.}
وجود دادهٔ پرت تأثیر کمتری بر قدر مطلق خطا نسبت به مربع خطا دارد. 